# Katedra w Erfurcie

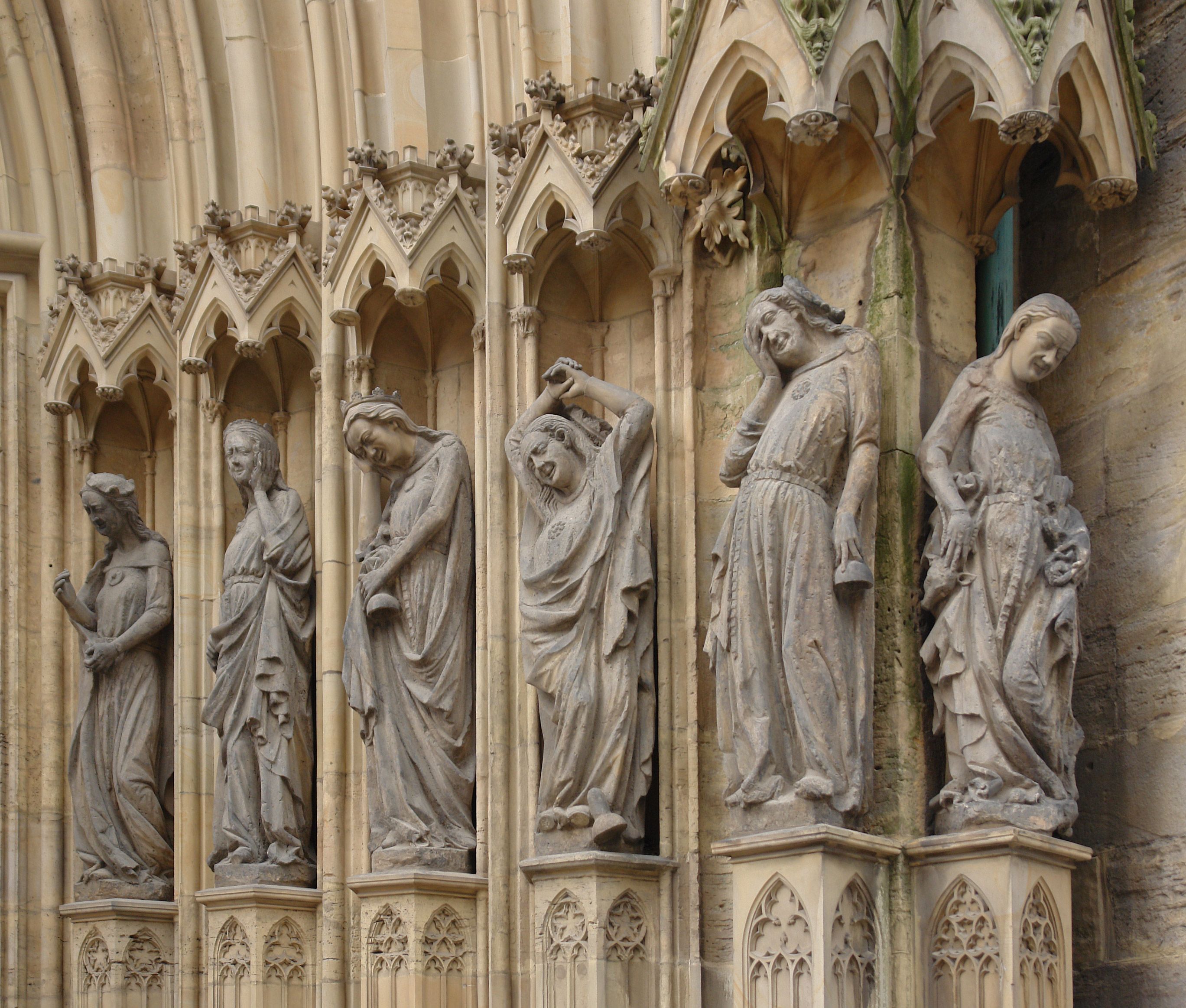
Detal architektoniczny z portalu katedry przedstawiający panny głupie

Katedra w Erfurcie (niem. Erfurter Dom, wcześniej także: Marienkirche lub Propsteikirche Beatae Mariae Virginis) – kościół rzymskokatolicki położony w stolicy Turyngii Erfurcie.
Najważniejsza i najstarsza budowla sakralna Erfurtu. Wymieniany już w poł. VIII w. jako stolica biskupia. Do XIX w. był siedzibą kapituły kanoników przy kościele Mariackim. Od 1994 jest znów katedrą nowo utworzonego biskupstwa w Erfurcie i siedzibą kapituły katedralnej.
Położona na wzgórzu katedra w Erfurcie tworzy wraz z pobliskim kościołem św. Sewera jeden z najwspanialszych gotyckich zespołów architektonicznych w Europie.

## Początki chrześcijaństwa w Erfurcie
Erfurt był w czasach Królestwa Wschodniofrankońskiego ważnym ośrodkiem władzy. Już papież Grzegorz II (715–731) wezwał w 724 mieszkańców Turyngii za pośrednictwem misjonarza św. Bonifacego do zbudowania “domu [bożego]”. Podobno wezwanie to zostało spełnione ok. 725. Na przełomie 741/42 św. Bonifacy zwrócił się z prośbą do papieża Zachariasza o założenie biskupstwa na „miejscu zwanym Erphesfurt, gdzie od dawna istniała pogańska osada”. Papież wyraził zgodę. Równocześnie erygowane zostały biskupstwa w Büraburgu (późniejszy Fritzlar) i w Würzburgu.
Wymienienie po raz pierwszy nazwy Erphesfurt w kontekście założenia biskupstwa jest uważane za oficjalna datę założenia miasta Erfurt, chociaż Bonifacy zastał w tym miejscu już zamieszkały teren, co zresztą było warunkiem założenia biskupstwa i na co też wskazują wyraźnie wyniki przeprowadzonych badań archeologicznych.
Jednak już kilka lat później, zapewne po tym jak św. Bonifacy, św. Adalar i św. Eoban zginęli w 754 śmiercią męczeńską we Fryzji, biskupstwo w Erfurcie zostało rozwiązane i wcielone do biskupstwa mogunckiego. Pierwszym biskupem Erfurtu nie był jednak z pewnością św. Adalar, jak chce legenda, lecz urzędujący od 751/52 w Eichstätt św. Willibald. Po 802 pojawia się w odniesieniu do Erfurtu karolińska nazwa kaiserpfalz jako miejsca wykonywania władzy cesarza, lokalizowana przez niektórych na wzgórzu Petersberg, kilkaset metrów na północny zachód od wzgórza katedralnego.
W 805 zarządzeniem cesarza Karola Wielkiego wydanym w Diedenhofen (tzw. Diedenhofener Kapitular) Erfurt został ustanowiony miejscem handlu przygranicznego ze Słowianami.

## Historia budowy katolickiej katedry “Beatae Mariae Virginis”

### Okres przedromański i romański

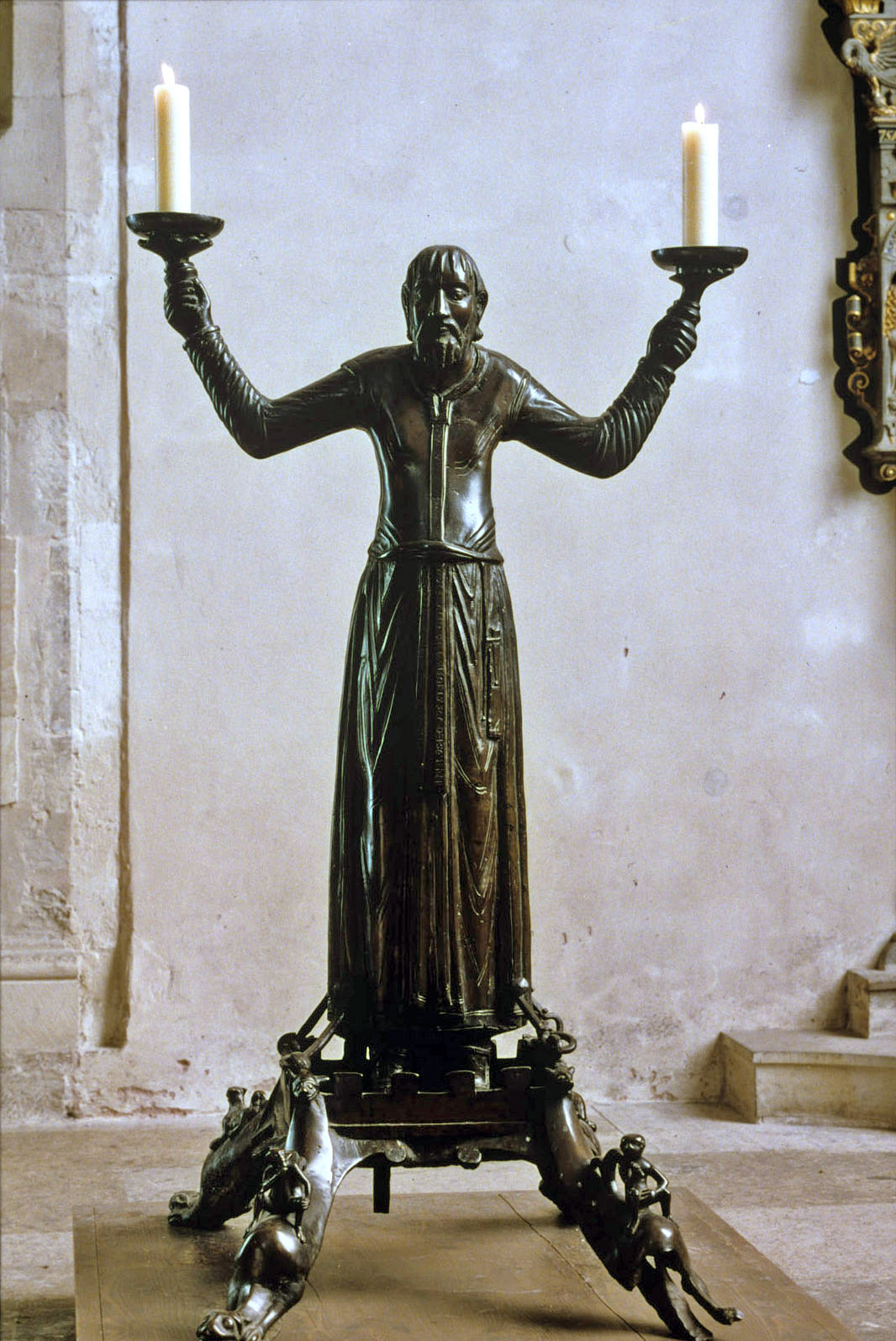
Świecznik Wolframa, datowany na ok. 1160

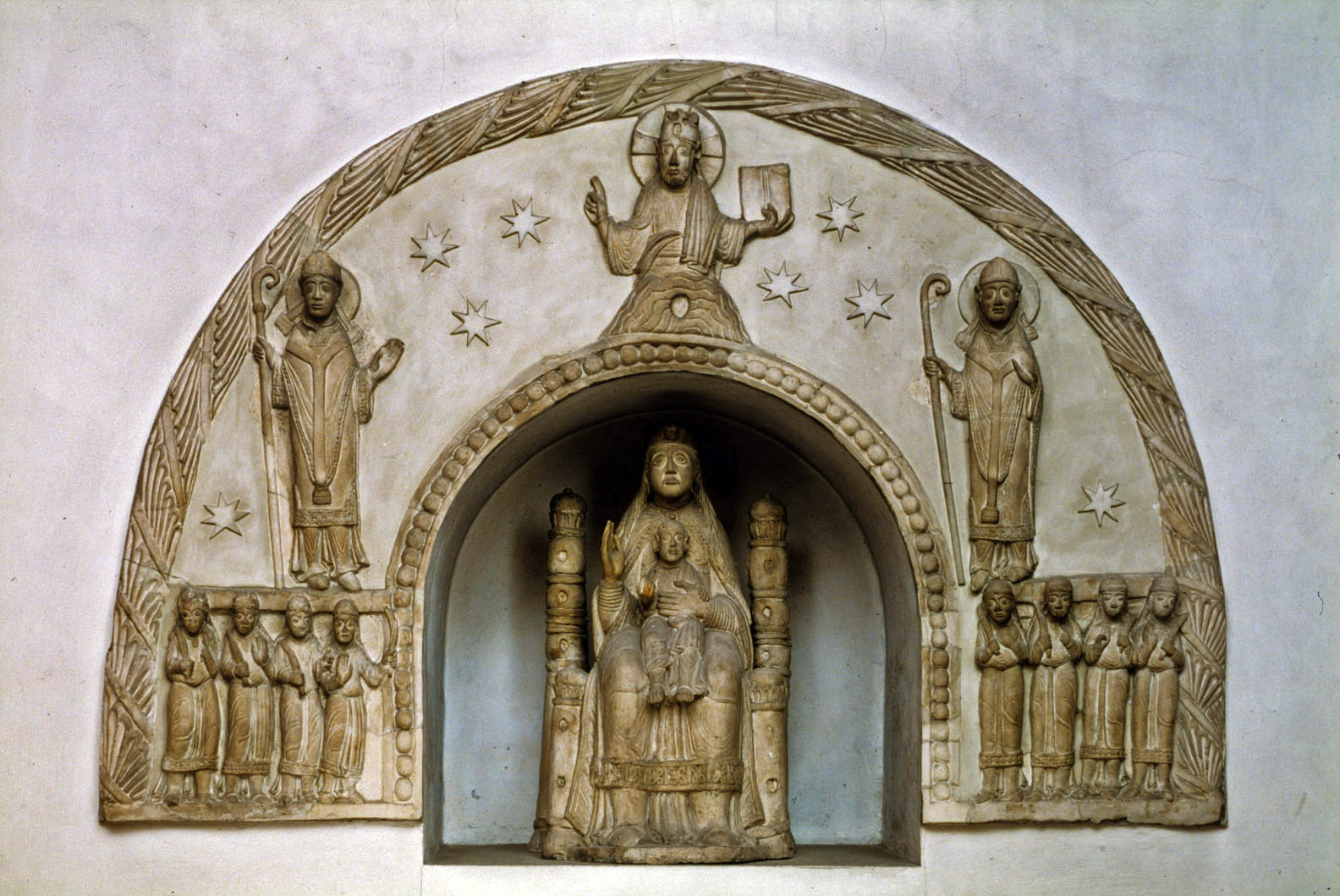
Stiukowe retabulum z Madonną, datowane na ok. 1160.

Pierwszy kościół na miejscu obecnej katedry został podobno wzniesiony przez św. Bonifacego po 752; nic bliższego jednak nie wiadomo na temat jego dokładnej lokalizacji ani kształtu. W 1991 podczas badań archeologicznych przeprowadzonych z okazji montażu organów natrafiono pod zachodnią częścią korpusu katedry na mury apsydy, leżące na głębokości 3 m, datowane na IX w.;  wyciągnięto więc wniosek, iż apsyda ta należała do pierwszego kościoła, który mógł być wzniesiony w VIII w. Ponowne badania wykazały jednak, iż apsyda ta pochodzi z czasów późniejszych, przypuszczalnie z XII w.
Istnienie katedry Najświętszej Maryi Panny zostało po raz pierwszy poświadczone w dokumentach z 1117 a w 1153 pojawiła się informacja o zawaleniu się „głównego kościoła” (major ecclesia) Erfurtu. To zawalenie się mogło być spowodowane ewentualnym uszkodzeniem budowli w trakcie pożaru w 1142, który objął pobliskie kościoły św. Seweryna oraz św. Piotra na wzgórzu Petersberg. W 1154 na wzgórzu katedralnym rozpoczęto budowę świątyni w stylu późnoromańskiej bazyliki. Nie jest jednak pewne czy ową świątynię należy utożsamiać z budowlą z czasów św. Bonifacego. Najprawdopodobniej członkowie kapituły i arcybiskup Moguncji zarządzili budowę nowego kościoła.
Budowa postępowała szybko naprzód a podczas prac budowlanych w 1154 odkryto dwa miejsca pochówku, które zidentyfikowano jako doczesne szczątki świętych biskupów Adalara i Eobana, co wkrótce miało się istotnie przyczynić do zwiększenia datków i ofiar potrzebnych dla sfinansowania budowy. Świątynia była gotowa do użytku ok. 1170, jako że w tym roku Ludwik III Pobożny, syn landgrafa Turyngii Ludwika II Żelaznego, został przez cesarza Fryderyka I Barbarossę pasowany na rittera.
Z tego samego okresu pochodzą również dwa najstarsze zachowane elementy wyposażenia świątyni: tzw. świecznik Wolframa i romańska Madonna ze stiuku, oba datowane na ok. 1160. W przypadku świecznika Wolframa chodzi o odlew lichtarza z brązu przedstawiający ludzką postać, pochodzący prawdopodobnie z odlewni w Magdeburgu i będący jedną z najstarszych pełnoplastycznych rzeźb tego typu w Niemczech. Donator Wolfram, którego imię znajduje się na cyzelowanej inskrypcji na zwisającym pasie to najprawdopodobniej moguncki ministeriał Wolframus scultetus, które to imię pojawiło się dwukrotnie w dokumentach z 1157.
Pod datą 20 czerwca 1182 zachował się przekaz o konsekracji świątyni, nie oznaczała ona jednak zakończenia prac budowlanych. Potwierdzeniem zakończenia tychże są przekazy o ukończeniu budowy wież i o powtórnej konsekracji 5 października 1253. Powtórna konsekracja rozbudowanej świątyni prawdopodobnie związana była z przesklepieniem gotowej budowli, która miała przynajmniej do 1238 strop płaski.
Z romańskiej budowli z II. poł. XII w. (bazyliki na planie krzyża) zachowały się tylko fundamenty wież i dwie piwnice na planie kwadratu oraz przylegające od strony zachodniej dobudówki do prezbiterium z fragmentami transeptu. Spoczywające na zachowanych romańskich fragmentach kondygnacje wież, stopniowo przechodzących w górnych partiach w ośmiokąt, pochodzą z końca XII i I poł. XIII w. Wieża południowa została ukończona w 1201 a północna w 1237, obie jednak były kilkakrotnie przebudowane, względnie zbudowane od nowa w XV w.

### Okres gotycki

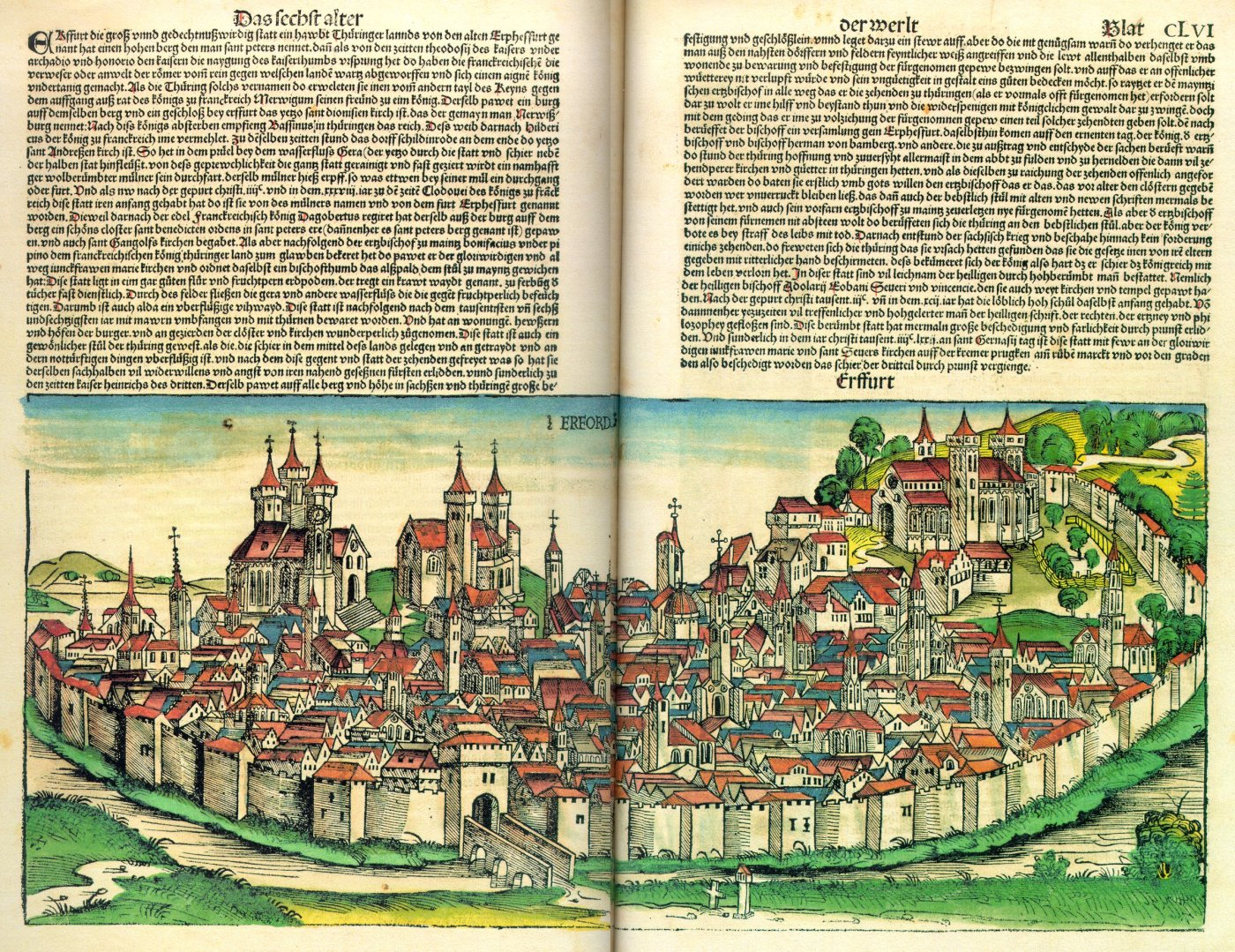
Widok Erfurtu na drzeworytniczej ilustracji z księgi „Liber Chronicarum” autorstwa Hartmanna Schedla wydanej w 1493 w Norymberdze. Po lewej stronie widoczna jest katedra.

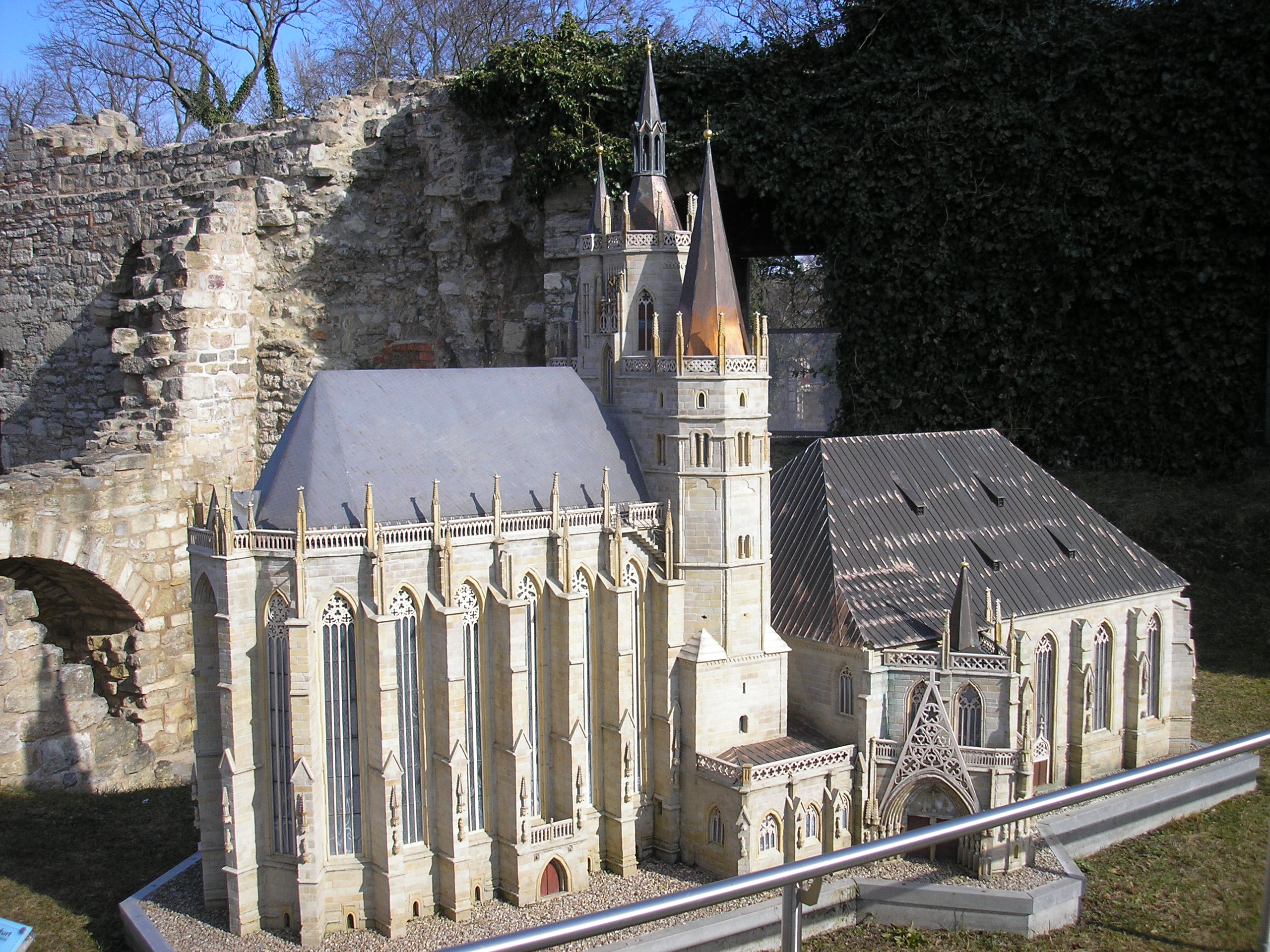
Model katedry w Erfurcie stojący pośród ruin zamku w Arnstadt w Turyngii

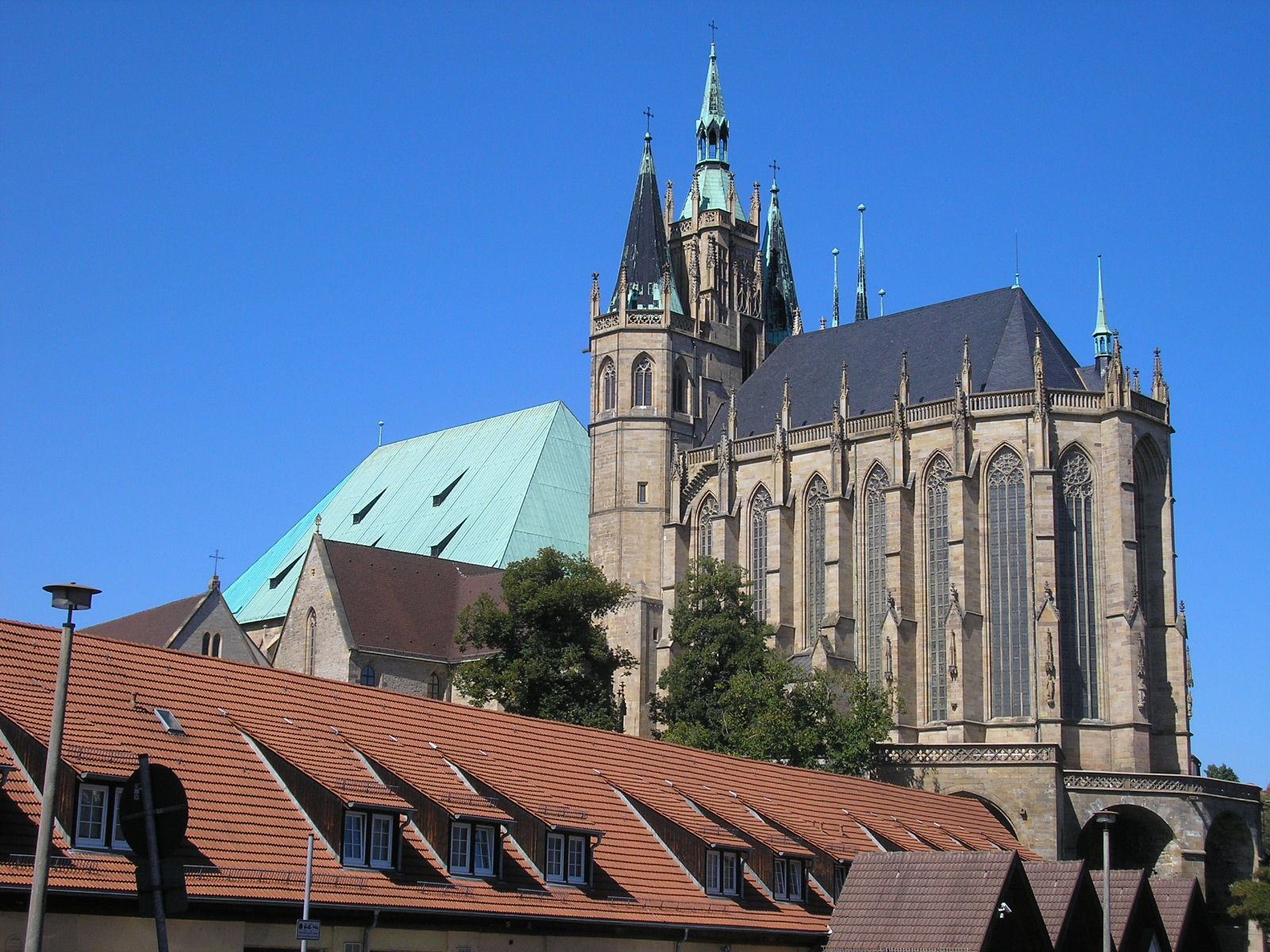
Wysokie prezbiterium – widok od strony południowej

Podobnie jak w innych kościołach katedralnych i kolegiackich tak i w katedrze erfurckiej pojawiła się w okresie gotyku potrzeba ukształtowania na nowo przestrzeni kościoła a zwłaszcza prezbiterium – miały one być większe i bardziej wypełnione światłem od swych romańskich poprzedników. Nowe zdobycze budowlane, jakie niósł ze sobą styl gotycki, umożliwiały zrealizowanie tych zamierzeń. Prezbiteria w swym dotychczasowym kształcie były już za małe, żeby pomieścić rosnące zastępy członków kapituły katedralnej; ich liczba dzięki rozmaitym fundacjom lub donacjom przekraczała 100 a podczas uroczystych świąt osiągała nawet 300.
Z tych względów rozpoczęto po 1280 wznoszenie nowego, większego prezbiterium zamkniętego poligonalnym obejściem. W 1290 miała miejsce konsekracja nowego, przedłużonego prezbiterium. Potem rozpoczęto budowę wieży środkowej, którą ukończono przed 1307. Wieża ta służyła jako dzwonnica. To w niej zawisł słynny dzwon Gloriosa, poświęcony po raz pierwszy w 1251, później kilkakrotnie odlewany na nowo, po raz ostatni w 1497.
I to powiększone prezbiterium przestało jednak wkrótce wystarczać. Dlatego w XIV w. podjęto kolejne zakrojone na szeroką skalę roboty budowlane mające na celu dalsze jego przedłużenie. W 1349 kontynuowano wznoszenie tzw. wysokiego prezbiterium z pięciobocznym zamknięciem. Ukończone prezbiterium zostało konsekrowane między 1370 a 1371 przez biskupa pomocniczego z Konstancji, Friedricha Rudolfa von Stollberg, urzędującego w latach 1370–1372.
Katedra została zbudowana z piaskowca wydobywanego w Großen Seeberg kolo Gothy.
To co szczególnie warte podkreślenia z ówczesnego okresu budowy to późnogotycki cykl witraży w oknach wysokiego prezbiterium z lat ok. 1370–1420, należący do najlepiej zachowanych w Niemczech i będący również jednym z niewielu przykładów tak oryginalnego wystroju wnętrza tej części świątyni.
Podobnie zbudowane w 1329 stalle stanowią przykład jednych z największym rozmachem zrealizowanych średniowiecznych stalli w Niemczech i najdoskonalszych pod względem kunsztu, spotykanym tylko w nielicznych katedrach.
Cały dzisiejszy wystrój prezbiterium pochodzi też z tamtych czasów: attyka na koronie murów, pinakle, rzeźby świętych na filarach przyporowych i inne elementy wystroju.
Prezbiterium stoi na potężnej podbudowie, którą musiano wykonać przed 1329 w celu sztucznego poszerzenia wzgórza katedralnego w kierunku wschodnim. Tą podbudowę nazwano „kavaten” (z łac. cavare – drążyć). W średniowieczu i w czasach nowożytnych były na niej zbudowane domy, które jednak w XIX w. usunięto.
Wraz z wybudowaniem „kavaten” urządzono również podziemny kościół, który został konsekrowany w 1353. Ten gotycki kościół dolny był używany niezależnie od górnego kościoła do modlitw oraz do procesji.

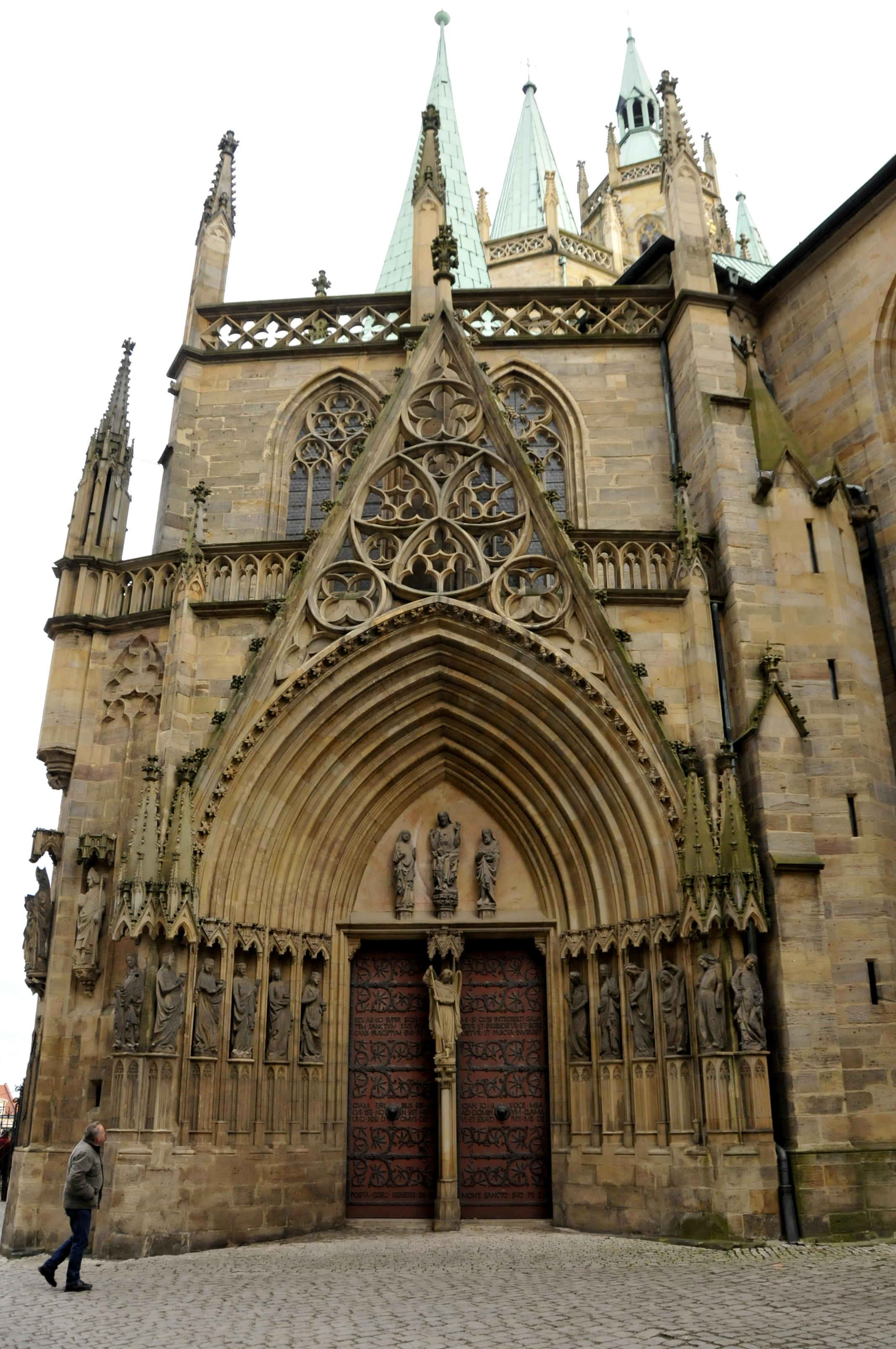
Portal północny

Równocześnie z budową „kavaten”, ok. 1330, został wzniesiony w północnym ramieniu pseudotranseptu kruchta z dwoma portalami zwieńczonymi wimpergami. Kruchta służy za główne wejście do świątyni. Jej rzeźbiarski program ikonograficzny ukazuje 12 apostołów oraz cykl panien mądrych i głupich, flankowanych wyobrażeniami Eklezji i Synagogi. Usytuowane z boku główne portale wejściowe były rozwiązaniem powszechnym w okresie romanizmu, lecz erfurcka katedra nie miała reprezentacyjnej fasady zachodniej. Kruchta jest zlokalizowana przy niewielkim dziedzińcu na szczycie wzgórza katedralnego, obok wejścia bocznego do sąsiedniego kościoła św. Seweryna.
Z 1452 pochodzi przekaz, że korpus katedry groził zawaleniem. Nie jest to całkiem nieprawdopodobne, jako że nadal używano korpusu romańskiego. Chodziło raczej o chęć wybudowania nowego korpusu, podobnego do pobliskiego kościoła św. Seweryna, w którym podjęto prace budowlane zmierzające w tym właśnie kierunku.
W 1455 wyburzono dotychczasowy romański korpus katedry, i rozpoczęto budowę późnogotyckiego kościoła halowego. Przyczyna tej przebudowy leżała też i w tym, iż kapituła katedralna chciała pozyskać więcej miejsca dla wspólnoty parafialnej. Ok. 1465 kościół musiał być gotowy do użytku, bo według przekazów przez portal zachodni przeszła wtedy procesja z okazji Bożego Ciała. Nie zachowały się jednak przekazy na temat daty zakończenia budowy nowego korpusu katedry. Późnogotyckie sklepienie gwiaździste z południowego ramienia transeptu pochodzi z pewnością z II poł. XV w. i oznaczało prawdopodobnie miejsce lokalizacji grobu z relikwiami świętych Adalara i Eobana (znajdującego się obecnie w kościele dolnym).

#### Monasterium kanonickie
Zabudowania monasterium kanonickiego na południe od katedry jest obecnie trzyczęściowa i otacza mały wirydarz. Od zachodu i od południa znajdują się tu zwykle, jednonawowe krużganki, z krużganku północnego natomiast zrezygnowano w związku z budową nowego, późnogotyckiego korpusu katedry. Wschodnie skrzydło krużganka natomiast tworzy dwunawowa sala św. Kunegundy. Sala ta służyła jako kapitularz i była przypuszczalnie wzniesiona równolegle z wieżami w latach 1230-1240. Pozostałe części klauzury były budowane i przebudowywane etapami od poł. XIII do poł. XIV w. Skrzydło wschodnie zostało ponadto w poł. XIV w. przesklepione. Również i budynki klauzury były później przebudowywane, zwłaszcza w XIX w.
Kaplica św. Klemensa i Justusa we wschodnim skrzydle, to jednonawowe, jednoprzęsłowe pomieszczenie ze sklepieniem gwiaździstym i pięciobocznym zamknięciem, ukończone w 1455, którego oś jest odchylona w kierunku północnym.

### Czasy nowożytne
Miasto i kościół przechodziły z rąk do rąk podczas wojny trzydziestoletniej, diecezja czasowo nawet była zniesiona i przekazana w ręce jezuitów, czemu jednak kapituła była w stanie zapobiec. W latach 1697–1706 zbudowany został potężny barokowy ołtarz główny i umiejscowiony w prezbiterium, żeby nadać pompatyczną oprawę uroczystościom liturgicznym i zademonstrować na zewnątrz triumf arcybiskupa Moguncji nad protestanckim miastem. Kolejni biskupi Moguncji tracili jednak coraz bardziej zainteresowanie diecezją i w XVII i XVIII w. zezwalali zaledwie na wykonanie prac konserwacyjnych mających na celu utrzymanie budowli. Po tym jak w 1717 spłonęły hełmy wież, przykryto je tylko tymczasowym, płaskim zadaszeniem.

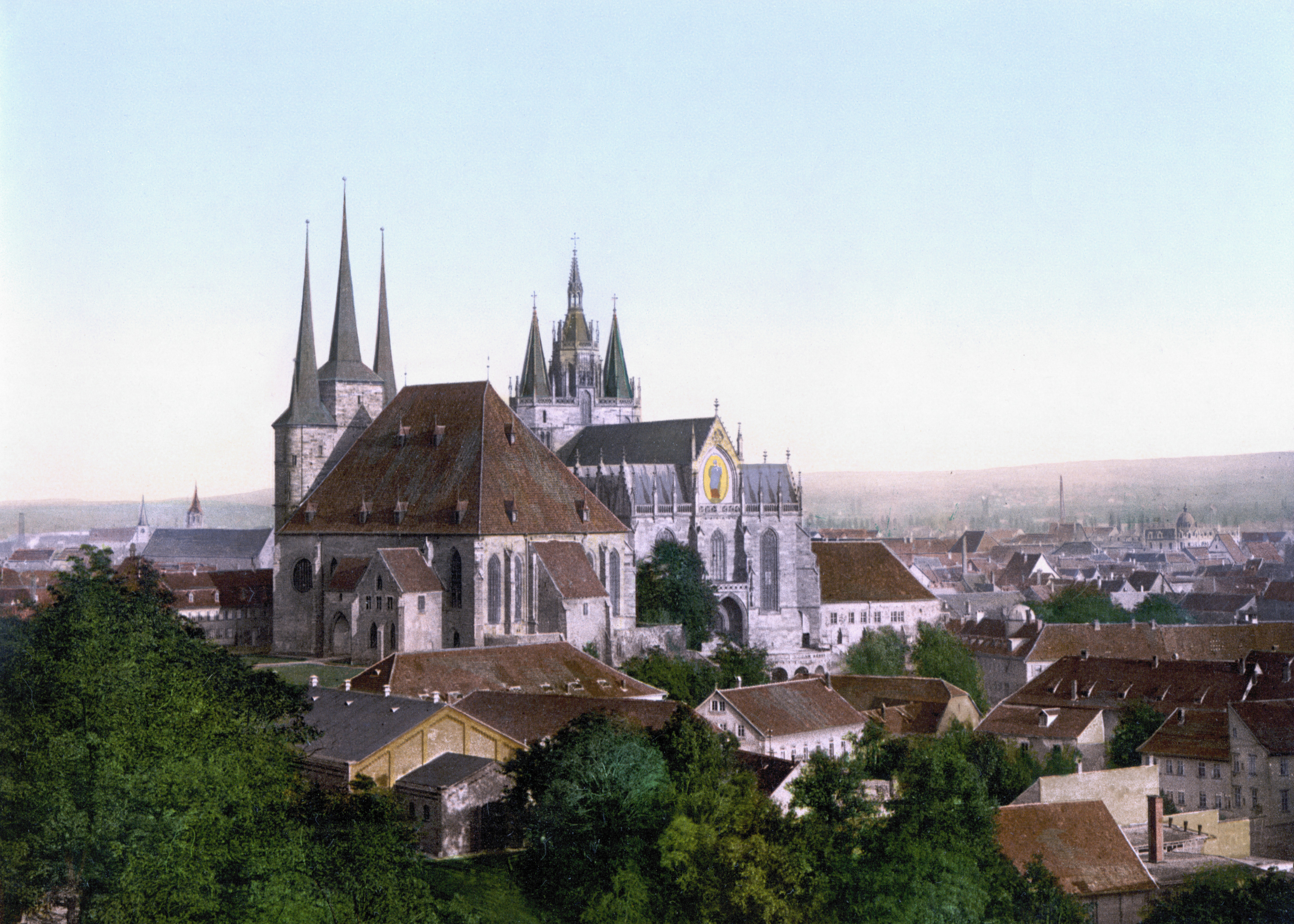
Widok katedry i kościoła św. Seweryna w 1900

Podczas wojen napoleońskich wzgórza: katedralne i Petersberg zostały przekształcone w twierdze zaś katedra była wykorzystywana przez oddziały francuskie jako stajnia dla koni. W 1813 podczas ostrzału w schyłkowym okresie wojen napoleońskich cała zwarta zabudowa placu katedralnego łącznie z budynkami kurii została zniszczona. Jeszcze w 1803 i ostatecznie w 1837 w trakcie sekularyzacji kapituła katedralna została rozwiązana a katedra stała się odtąd kościołem parafialnym.
W 1828 w czasie panowania pruskiego w Erfurcie rozpoczęła się purystyczna i zakrojona na szeroką skalę restauracja i przebudowa katedry. W 1868 wymieniono dotychczasowy późnogotycki czterospadowy dach katedry na niższy dwuspadowy. Prace restauracyjne zostały w dużej mierze zakończone ok. 1900.

#### Okres powojenny
Jakkolwiek w czasie drugiej wojny światowej katedra uniknęła bezpośredniego bombardowania, to jednak dach i okna prezbiterium ucierpiały od pobliskich detonacji i zostały częściowo uszkodzone. Podjęte po wojnie prace naprawcze trwały do 1949.
W 1965 rozpoczęły się zakrojone na szeroką skalę prace restauracyjne. W 1968, dokładnie w 100 lat po przebudowie, rozebrano neogotycki dach z mozaikowym wizerunkiem Maryi na szczycie zachodnim i zbudowano nowy zgodnie z pierwotnym, gotyckim pierwowzorem. Prace restauracyjne kontynuowano w latach 70. i 80. aż do 1997; po zjednoczeniu Niemiec już ze znaczącym wsparciem ze strony zachodnioniemieckiej.
Po restytuowaniu diecezji w Erfurcie w 1994 dotychczasowy kościół parafialny odzyskał status katedry.

## Architektura
Usytuowana na sztucznym podwyższeniu katedra wraz z kolegiackim kościołem Św. Seweryna tworzą charakterystyczną dominantę jednego z największych średniowiecznych miast Rzeszy. W skomplikowanym układzie przestrzennym katedry wyróżniają się dwie części, prezbiterium i korpus nawowy, które oddzielone są od siebie masywem wieżowym oraz pseudotranseptem. Prezbiterium składa się z czterech przęseł oraz przęsła absydialnego o poligonalnym zamknięciu (7/12). Korpus nawowy ma pięć przęseł, przy czym wschodnie przęsło ma odmienny układ przestrzenny niż pozostałe, tworzący oś północ-południe, na wysokości tegoż przęsła usytuowana jest kruchta zbudowana na planie trójkątnym. Przęsło to posiada niektóre cechy nawy poprzecznej; jest dłuższe od pozostałych, a po północnej stronie jest podzielone na dwa przęsła, naruszające regularność planu całego korpusu. Na wschód od pseudotranseptu, poniżej masywu wieżowego znajdują się trzy przęsła o szerokości nawy głównej, tworzące przejście do prezbiterium; ostatnie przęsło jest krótsze. Na wschód od kruchty znajduje się przybudówka mieszcząca zakrystię. Od strony południowej przylegają trzy skrzydła zabudowań monasterium kanonickiego z krużgankami i budynkiem kapituły.
Wnętrze jest nakryte sklepieniem krzyżowo-żebrowym (prezbiterium, wschodnie przęsło korpusu nawowego, oprócz nawy południowej, zabudowania monasterium kanonickiego z krużgankiem) oraz gwiaździstym, wspartym na oktogonalnych filarach wiązkowych i służkach przylegających do murów lateralnych. W prezbiterium żebra sklepień dźwigają profilowane służki z ozdobnymi kapitelami z dekoracją roślinną. Ściany chóru są przeprute wielkimi otworami okiennymi, z których podzielone jest na cztery osie. Zachowały się oryginalne, gotyckie maswerki, które w górnej partii mają bogatą dekorację, złożoną z charakterystycznej dla dojrzałego gotyku kombinacji form ornamentalnych (trój-, cztero-, sześcioliści) wpisanych w formy geometryczne.

## Kruchta
Wejścia do katedry znajduje się od strony zachodniej oraz północnej, umieszczone w gotyckiej kruchcie która jest dwukondygnacyjnym założeniem zbudowanym na planie trójkąta. W górnej części znajduje się nakryta ostrosłupowym hełmem wieża, poniżej dwa ostrołukowe portale z bogatą dekoracją architektoniczną i zespołem pełnoplastycznych rzeźb tworzących programy ikonograficzne. Na ościeżach portalu wschodniego (od strony placu katedralnego) znajdują się rzeźby Dwunastu Apostołów, na polu tympanonu Grupa Ukrzyżowania, a trumeau zdobi Madonna z Dzieciątkiem. Portal zachodni zdobią na ościeżach rzeźby Panien Mądrych i Głupich, flankowanych wyobrażeniami Eklezji i Synagogi. personifikujących Stary i Nowy Testament. W polu tympanonu przedstawienia Vir Dolorum z Maryją i Św. Janem Ewangelistą, a w trumeau Archanioł Michał zwyciężający bestię. Oba portale wieńczą ażurowe wimpergi z dekoracją maswerkową.

## Wystrój wnętrza

### Okna w prezbiterium. Witraże

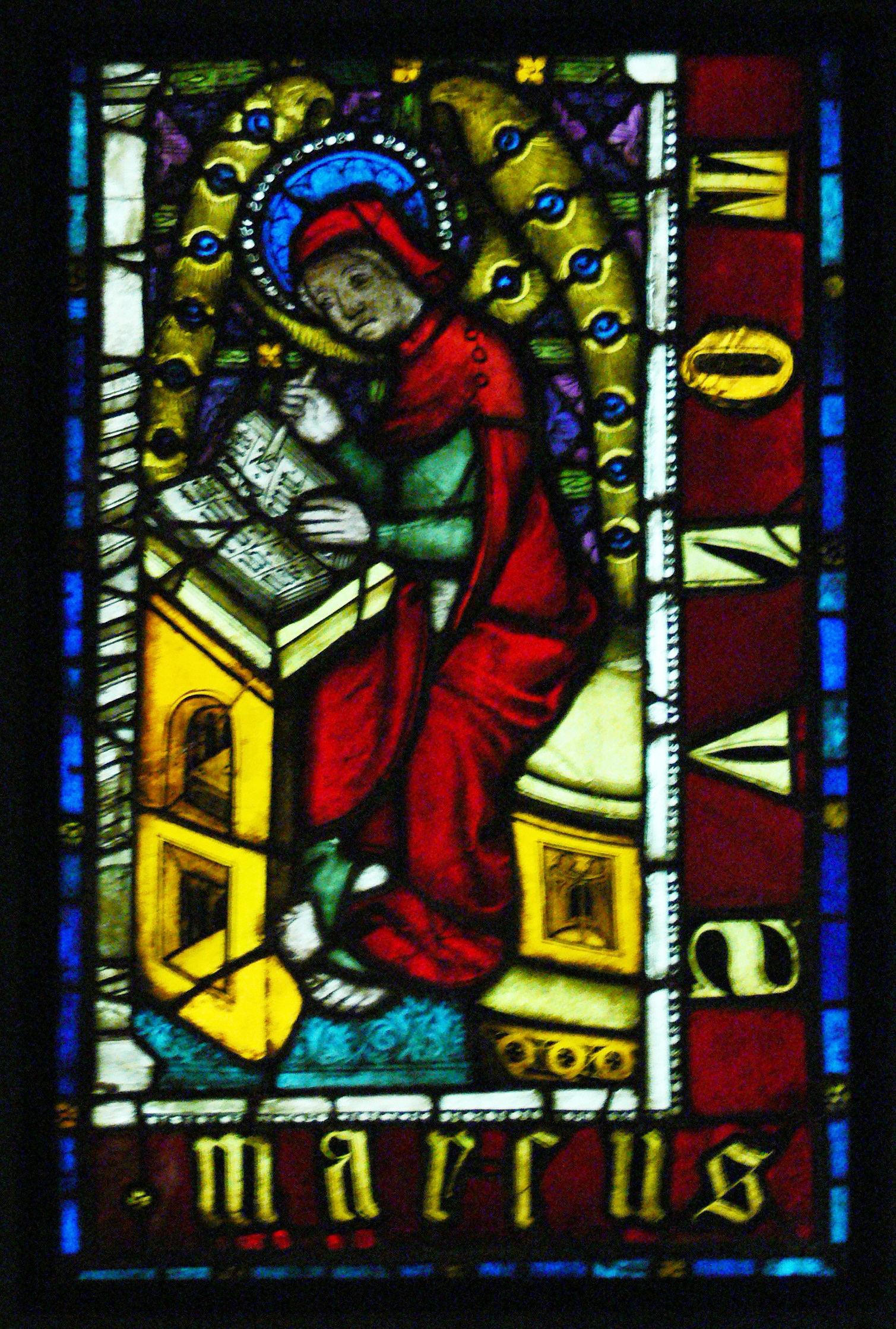
Witraż z przedstawieniem św. Marka

Ostrołukowe okna w prezbiterium są wysokie na 18,6 m i szerokie do 2,6 m. Podzielone pionowo na cztery części, wykończone u góry maswerkiem należą do szczytowych osiągnięć niemieckiej sztuki okiennej epoki gotyku.
W oknach zachował się zespół witraży z lat 1370–1420, liczący około 1100 kwater w 13 oknach, z których 895 są gotyckie, wykonane w latach ok. 1370-1420.
Jedynie dwa okna w zachodniej części strony południowej prezbiterium są ucieleśnieniem nowej koncepcji twórczej z wykorzystaniem malarskiego języka średniowiecza i wyszły spod ręki witrażysty i malarza francuskiego pochodzenia, Charlesa Crodela
Wszystkie okna prócz wspomnianych dwóch okien zachodnich po południowej stronie prezbiterium tworzą osobne cykle ikonograficzne. Witraże okna wschodniego tworzą cykl Życia Marii. W sąsiednich oknach,  po lewej cykle Pasji Chrystusa oraz po prawej Księgi Rodzaju (od stworzenia Świata do budowy wieży Babel). W następnych oknach po stronie południowej cykle z żywotem  patriarchów – Abrahama, Jakuba i Józefa. W trzecim oknie (od strony zachodniej) późnogotyckie witraże z wizerunkami Świętych Dziewic. Witraże okien północnych przedstawiają żywoty i męczeństwo Dwunastu Apostołów oraz żywoty świętych: Katarzyny Aleksandryjskiej, Eustachego, Bonifacego i Heleny. Pod względem chronologicznym, warsztatowym i formalnym zespół witraży został podzielony przez historyków sztuki na trzy grupy. Najstarsze witraże wykonano w latach 1370-80, które umieszczono w ośmiu oknach (żywoty świętych Katarzyny, Eustachego oraz patriarchów Abrahama, Jakuba i Józefa, ponadto cykl Pasji). Witraże tych okien cechuje przewaga treści nad formą i wpływ malarstwa czeskiego i południowoniemieckiego. Pola kwater są ściśle wypełnione, postaci cechuje krępa budowa ciała, duże głowy i dłonie. W latach ok.  1390-1400 wykonano witraże dwóch okien, wschodniego z cyklem maryjnym i północnego z żywotami Apostołów, które charakteryzuje płynność konturów, miękkie układy szat budujących sylwetki postaci. Pozostałe witraże (okna z żywotami świętych Heleny i Bonifacego oraz Dziewic) które wykonano w latach 1403 (żywot Św. Heleny)-ok. 1430, zdradzają silny wpływ stylu pięknego.

### Tryptyk Marii z Jednorożcem

Tryptyk Marii z jednorożcem – scena środkowa

We wschodniej części nawy południowej znajduje się tryptyk wykonany w pierwszej ćwierci XV wieku. Pole środkowe wypełnia przedstawienie Zwiastowania, jednakże w odmiennej formule ikonograficznej znanej jako polowanie na jednorożca. W symbolice maryjnej jednorożec oznaczał dziewictwo, stąd ukazano zwierzę przy Matce Bożej; przednie kopyta położył na Jej kolanach. Archanioł Gabriel ukazany jest bez skrzydeł, lecz jako myśliwy, dmący na rogu, w lewej ręce trzyma lancę. Jednocześnie przedstawiono w sposób symboliczny przyjście Chrystusa ze świata Bożego na świat ziemski, gdzie posłane przez Boga Ojca Dzieciątko Jezus lotem zmierza w stronę Marii. W ogrodzie zamkniętym (hortus conclusus) Marii towarzyszą Święte Dziewice i chóry anielskie. Poza ogrodzeniem klęczą dwaj duchowni (w tym biskup) i trzy siostry Zakonu Brygidek. Na skrzydłach bocznych  Ukrzyżowanie (po lewej) oraz Zstąpienie Chrystusa do otchłani i Zmartwychwstania Pańskiego. Malowidła rewersów zachowały się w stanie szczątkowym.

### Stalle

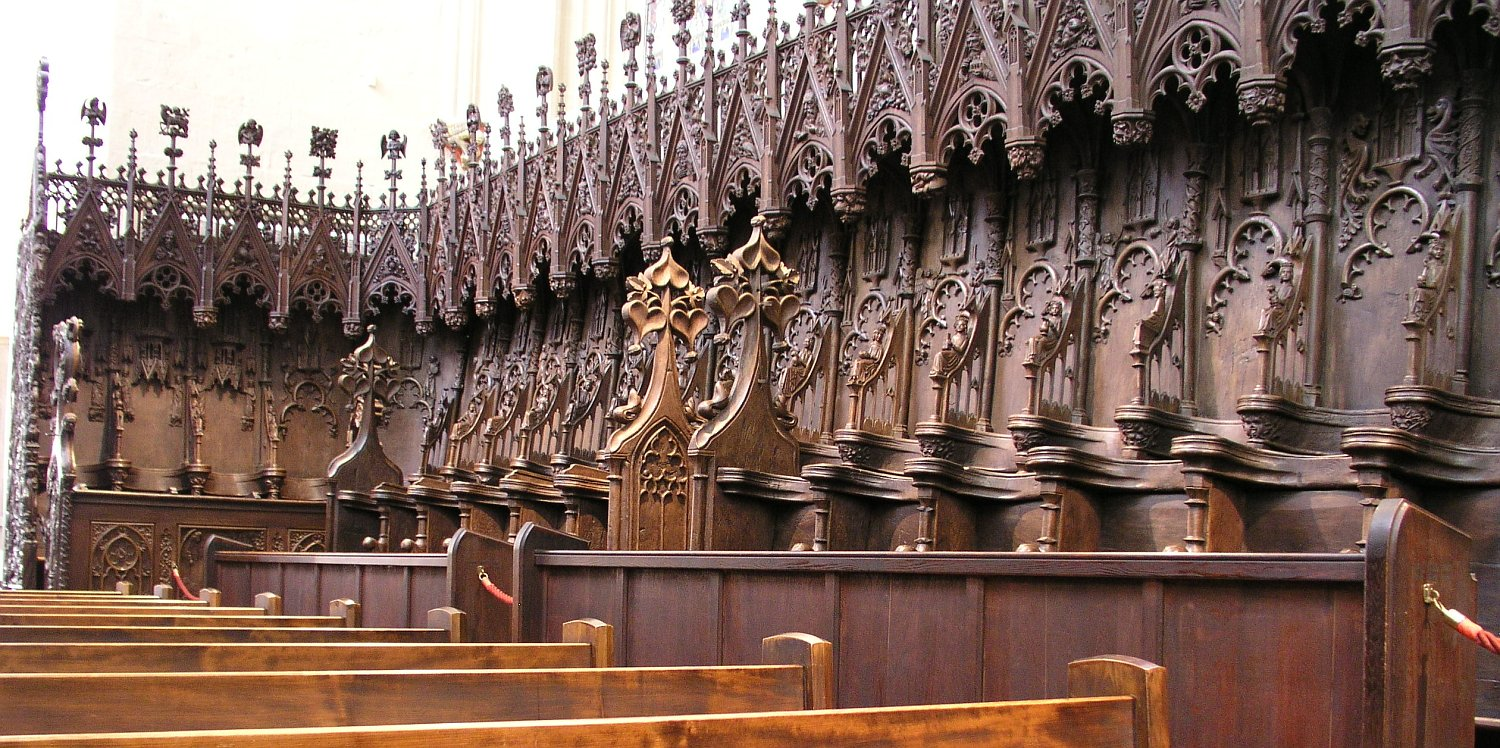
Gotyckie stalle

Usytuowane w prezbiterium, poniżej strefy okiennej stalle należą do najcenniejszych zabytków gotyckiej snycerki w Niemczech. Zachowane są w pierwotnym układzie; przylegają nie tylko do ścian północnej i południowej, lecz usytuowane są także po obu stronach przy ścianie zachodniej, w całości liczą 89 siedzisk. Ich długość wynosi 17,5 metrów. Wykonane są z drewna dębowego; samo drewno datowane jest na rok 1326. Czas wykonania stalli przyjmuje się na lata 1360/70. Stalle były kilkakrotnie konserwowane, w latach 1829/30 i 1900 dokonano szereg korekt, m.in. uzupełniono baldachimy oraz dekoracje przegród oddzielających siedziska.
Bogata dekoracja rzeźbiarską tworzą przedstawienia biblijne rozmieszczone zgodnie z typologicznym przeciwstawieniem wątków ze Starego i Nowego Testamentu. Ścianki oddzielające siedziska i oparcia zdobią także figurki kobiet, maszkary, a także sceny rodzajowe. Dekoracja stalli południowych obejmuje sceny rodzajowe związane z uprawą wina i winobraniem oraz przeciwstawne im wątki związane z grzechem pierworodnym. Krzew winny jest zestawiony z drzewem symbolizującym grzech pierworodny co jest aluzją do krwi przelanej podczas Męki Pańskiej i Ukrzyżowania będących zbawczym triumfem nad grzechem. Dopełnieniem treści są przedstawienia głowy Chrystusa między dwoma rybami, figurki Adama i Ewy oraz Marii z Dzieciątkiem.
W dekoracji stalli północnych ukazano wątek zwycięstwa chrześcijaństwa nad judaizmem, który ilustrują figury Eklezji i Synagogi, świętego Krzysztofa i Judasza Iskarioty oraz scena walki dwóch wojowników, gdzie obok żydowskiego ukazano maciorę co jest interpretowane jako skłonność do grzechu. Niewykluczone iż wątek ten ma związek z pogromem Żydów w Erfurcie w 1350 r. Ponadto ukazano chór anielski z królem Dawidem grającym na harfie.

### Ołtarz główny

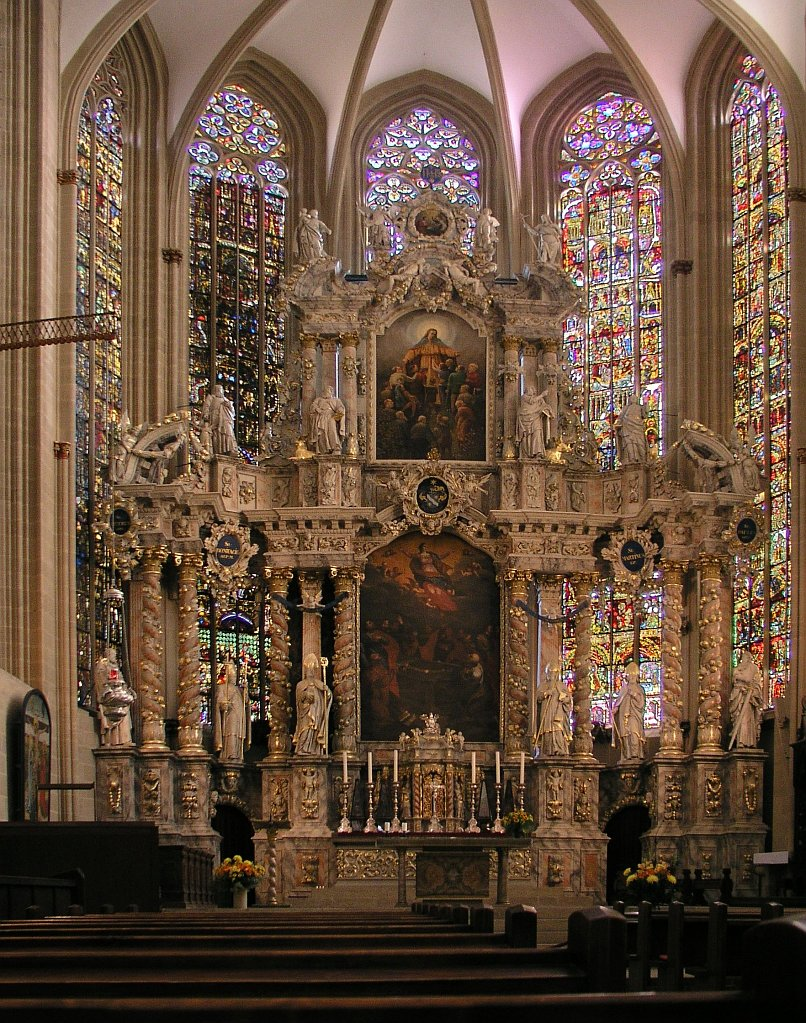
Barokowy ołtarz główny. W tle widoczne gotyckie witraże

W miejscu dawnego gotyckiego retabulum ołtarzowego na przełomie XVII i XVIII stulecia wzniesiono barokowy ołtarz główny, którego monumentalna nastawa ma wysokość 13 m. a szerokość 11 m. Autor dzieła jest nieznany. Ołtarz zdobi tabernakulum gdzie widnieje inskrypcja z data 1697 r. Po 1706 roku dzieło ukończono. Monumentalność dzieła ma związek z symbolicznym unaocznieniem władzy arcybiskupstwa Moguncji i jego pieczy nad Erfurtem. Ołtarz usytuowany jest na wysokim cokole i składa się z trzech osi, z których środkowa jest dwukondygnacyjna. Struktura ołtarza przypomina rozwiązania typowe dla architektury dojrzałego baroku. Rdzeniem są trzy arkady dolnej i jedna górnej kondygnacji, wsparte na przysłoniętych dekoracją filarach nośnych. Przeciwwagą dla masywnej osi środkowej są ażurowe osie boczne, z arkadami mieszczącymi w dolnej strefie przejścia. Oprócz filarów arkady wsparte są na korynckich kolumnach, które w dolnej strefie mają spiralne trzony. Całość konstrukcji jest uzupełniona bogatą oprawą rzeźbiarską i malarską. Kolumny poprzedzone są postumentami z pełnoplastycznymi rzeźbami na nich.
Zgodnie z ikonografią rzeźbione wizerunki świętych ukazano w sposób przeciwstawny, Piotra (po lewej) i Pawła (po prawej), Bonifacego i  Marcina (patronów arcybiskupstwa mogunckiego), oraz Adolara i Eobana. W górnej kondygnacji rzeźby przedstawiają Czterech Ewangelistów. Zwieńczenie ołtarza zdobią rzeźby świętych Józefa i Jana Chrzciciela oraz archaniołów Michała i Rafała. Dekoracja rzeźbiarska pokrywa niemal w całości powierzchnię ołtarza, składają się na nią liczne putta, aniołki oraz barokowa ornamentyka.
Dekorację malarską tworzą trzy obrazy – Pokłon Trzech Króli w dolnej strefie, powyżej Mater Misericordia oraz w kartuszu na zwieńczeniu Zwiastowanie. Dwa z nich są dziełem Jakoba Samuela Becka, który działał w Erfurcie w latach pomiędzy 1736 i 1776, zaś Mater Misericordia pochodzi z 1950. W katedrze zachowały się także inne dzieła Becka, Ukrzyżowanie i Wniebowzięcie Marii, które umieszcza się w miejsce obrazu z Pokłonem Trzech Króli podczas Wielkiego Postu i święta Wniebowzięcia Marii.

### Pozostałe dzieła

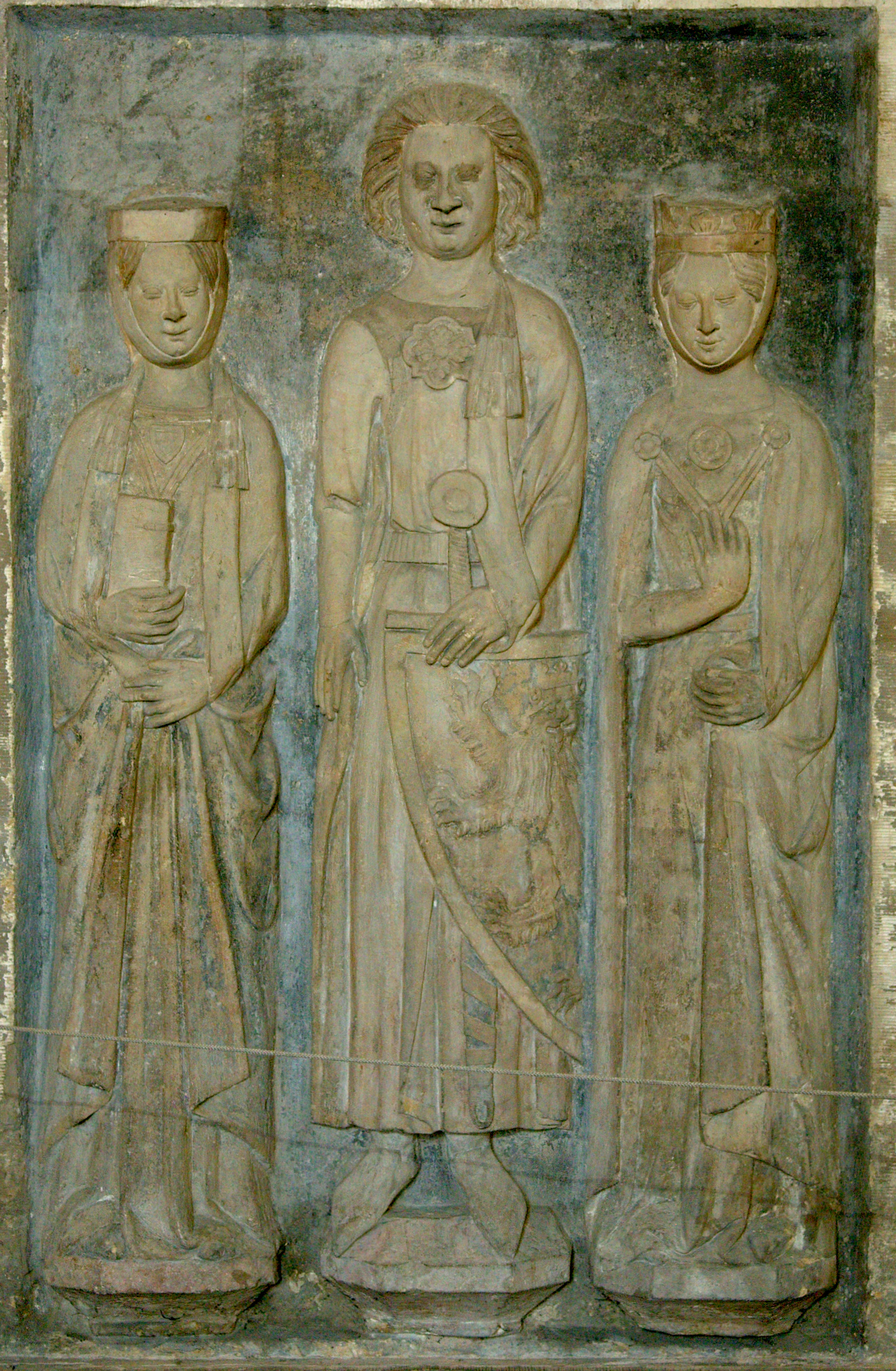
Gotycki nagrobek hrabiego von Gleichen oraz jego matki i żony, początek XIV w.

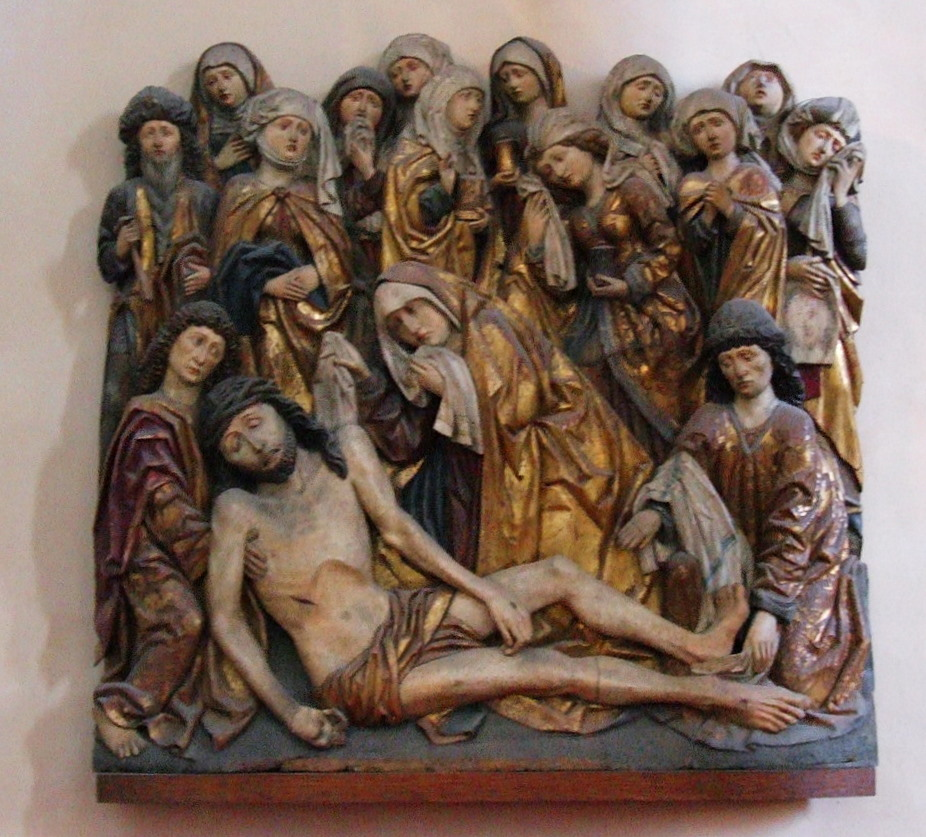
Opłakiwanie Chrystusa, późnogotyckie przedstawienie figuralne z XV w.

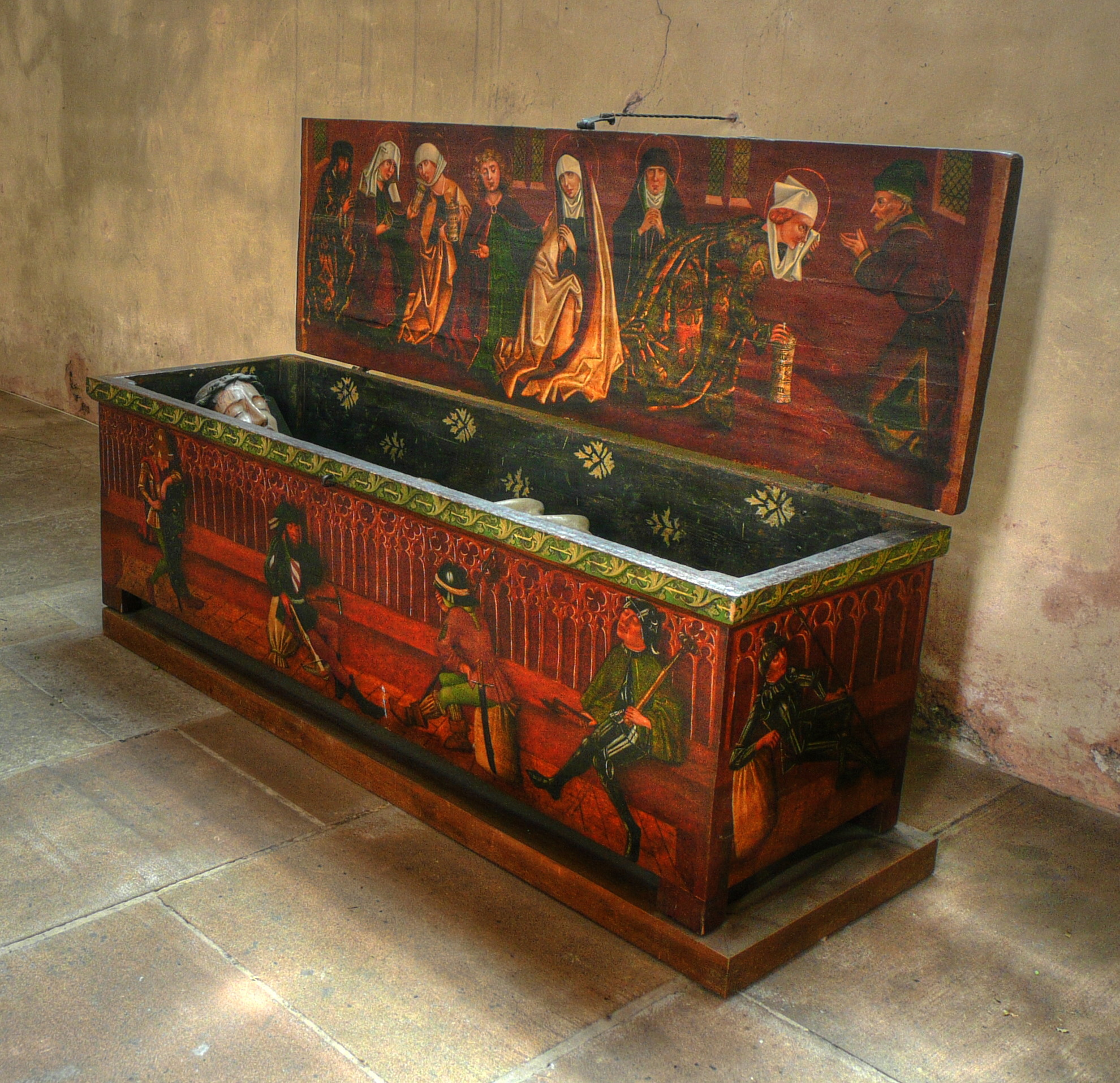
Święty Grób, początek XVI wieku.

Inne cenne elementy wystroju wnętrza to gotycka Pietà z początku XIV w., pochodzący z kościoła Św. Piotra i w 1813 roku umieszczony w katedrze gotycki nagrobek hrabiego von Gleichen oraz jego matki i żony, Grób Pański z XV w., obraz Ukrzyżowanie, namalowany w warsztacie Lucasa Cranacha Młodszego manierystyczne sakramentarium z ok. 1590. W skarbcu katedralnym przechowywane są stare szaty liturgiczne, oryginały rzeźb kruchty, ponadto alabastrowe figury świętych Janów Ewangelisty i Chrzciciela z końca XIV w.

### Organy

#### Organy główne

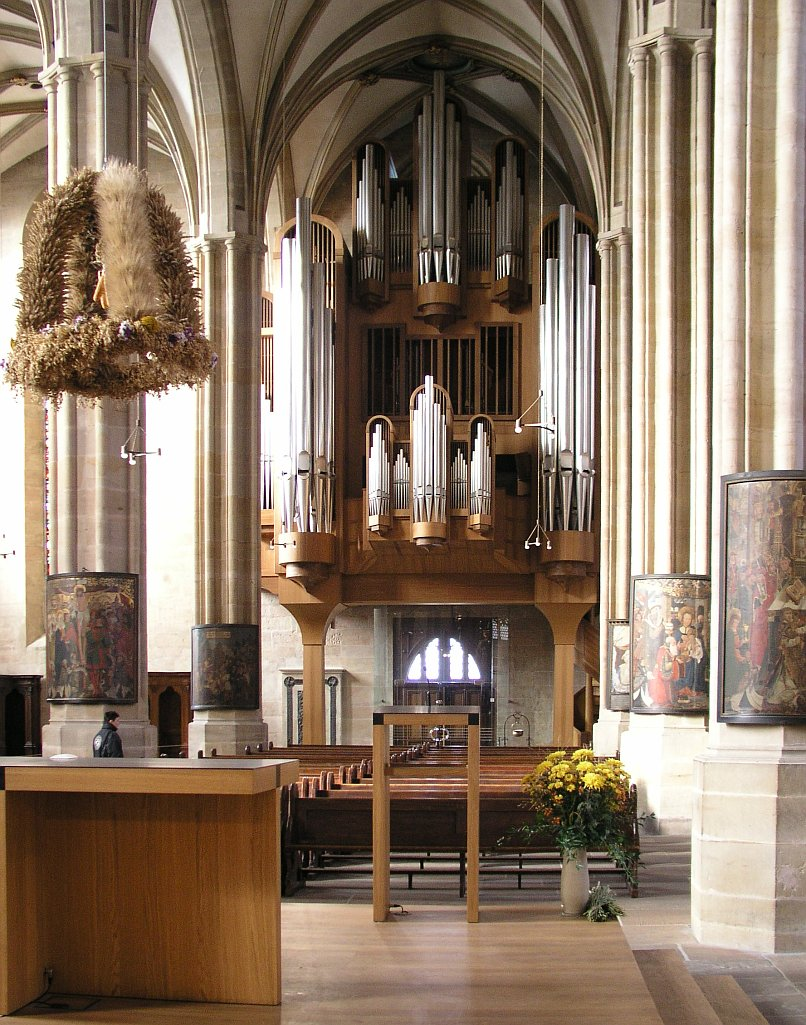
Główne organy katedry

Pierwsze organy w katedrze zbudowała w 1906 Orgelbaufirma Klais z Bonn. Organy te ucierpiały w czasie wojny (przeciekająca woda) i w latach 50. zdecydowano się je zdemontować uważając ponadto, iż ich brzmienie było, według ówczesnego poczucia smaku, nieco przestarzałe. Aż do lat 90. katedra nie miała organów.
W 1992 firma Alexander Schuke Potsdam Orgelbau zbudowała główne organy na emporze zachodniej. Maja one 63 głosy podzielone na 3 manuały i pedał, mechaniczną trakturę gry i elektryczną trakturę rejestrową. Organy nawiązują do północnoniemieckich tradycji barokowych (widocznych w rozplanowaniu instrumentu), charakteryzują się potężnym, symfonicznym brzmieniem i z tego względu cieszą się uznaniem u melomanów.
W katedrze organizowane są od maja do lipca (lub sierpnia), przeważnie w soboty, koncerty organowe „Internationalen Orgelkonzerte Dom zu Erfurt“ z udziałem zarówno najwybitniejszych organistów niemieckich i zagranicznych jak i tych mniej znanych szerszej publiczności.
Organy główne mają następującą dyspozycję:
| Manual I (Rückpositiv) C-a3 | Manual II (Hauptwerk) C-a3 | Manual III (Schwellwerk) C-a3 | Pedal C-g1 |
| Principal 8' Metallgedackt 8' Quintadena 8' Oktave 4' Rohrflöte 4' Hohlquinte 22/3′ Oktave 2' Waldflöte 2' Terz 1 3/5' Quinte 11/3′ Oktave 1' Scharff V Cromorne 8' Vox humana 8' Tremulant | Principal 16' Oktave 8' Rohrflöte 8' Gambe 8' Nassat 51/3 Oktave 4' Nachthorn 4' Quinte 22/3' Oktave 2' Cornett V (ab f9) Großmixtur VI Kleinmixtur IV Trompete 16' Trompete 8' Trompete 4' | Bordun 16’ Geigenprincipal 8’ Flauto traverso 8’ Salicional 8’ Schwebung (ab c0) 8’ Holzgedackt 8’ Oktave 4’ Blockflöte 4’ Viola da Gamba 4’ Nassat 22/3 Piccolo 2’ Terz 13/5 Septime 11/7’ Mixtur III–VI Bombarde 16’ Hautbois 8’ Trompette harm. 8’ Tremulant | Principal 32’ Principal 16’ Violon 16’ Subbaß 16’ Zartbaß 16’ Nassat 102/3’ Oktave 8’ Cello 8’ Gedacktbaß 8’ Oktave 4’ Flötenbaß 4’ Hintersatz III Mixtur V Fagott 32’ Posaune 16’ Trompete 8’ Clairon 4’ |

Połączenia klawiatur : I/II elektr., I/II mech., III/II, III/I; I/P, II/P, III/P

Traktura gry – mechaniczna, traktura rejestrów – elektryczna

Registerfessel – wyłącznik rejestrów

Tastenfessel Hauptwerk – wyłącznik mixtur: Hauptwerk

Setzer: 4000 kombinacji (Fa. Heuss)

Tutti

#### Organy w prezbiterium
Firma Alexander Schuke Potsdam Orgelbau zbudowała w 1963 mniejsze organy w prezbiterium. Mają one 29 głosów podzielonych na 2 manuały i pedał i następującą dyspozycję:
| Manual I (Hauptwerk) C-a3                                                                                            | Manual II (Oberwerk) C-a3 | Pedal C-g1 |
| Pommer 16' Principal 8' Koppelflöte 8' Oktave 4' Gemshorn 4' Nassat 22/3' Oktave 2' Mixtur VI Scharff IV Trompete 8' | Gedackt 8' Principal 4' Rohrflöte 4' Sesquialtera II-III Gemshorn 2' Quinte 11/3' Sifflöte 1' Scharff V-VII Dulcian 8' Tremulant | Subbaß 16' Oktave 8' Baßflöte 8' Baß-Aliquote IV Rohrpommer 4' Holzflöte 2' Mixtur V Posaune 16' Trompete 8' Feldtrompete 4' |

Połączenia klawiatur : II/I, I/P, II/P

Traktura gry I traktura rejestrów – elektryczne

4 dowolne kombinacje

Zdalny stół gry (od organów głównych)

### Dzwony

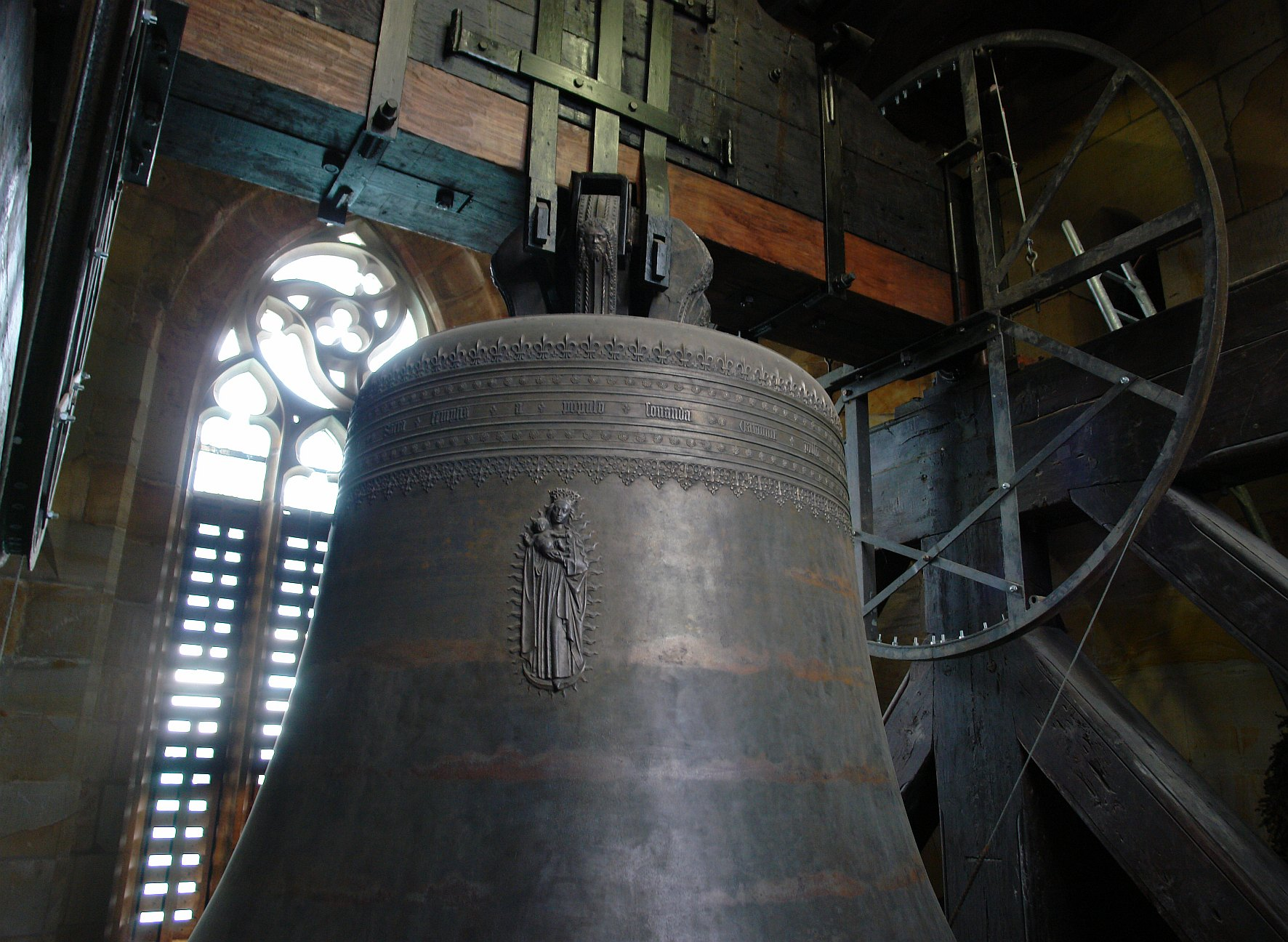
Dzwon „Gloriosa”, największy średniowieczny dzwon na świecie

W wieżach katedralnych wisi 10 dzwonów. Największy z nich, „Gloriosa” jest zarazem największym średniowiecznym dzwonem na świecie, stanowiącym szczytowe osiągnięcie ówczesnej (XV w.) sztuki ludwisarskiej. Pochodzi z ludwisarni mistrza Gerharda van Wou. Ma 2,62 m wysokości, średnicę 2,56 m i waży ok. 11,5 t. Dzwoni rzadko, przeważnie tylko raz w miesiącu. Nie może on dzwonić, gdy temperatura spada poniżej –10 °C. „Gloriosa” wisi samotnie w wieży środkowej, piętro niżej od czterech tzw. srebrnych dzwonów (niem. Silberglocken; dzwony 7–10), tworzących samodzielny zestaw dzwonny. Dzwon „Cantabona”, w kształcie okrągłego ula, jest najstarszym dzwonem katedry.
Oba dzwony zegarowe, „Martha” i „Elisabeth” wiszą w latarni wieży środkowej.
Pięć pozostałych dzwonów, z których dwa pochodzą z epoki baroku a trzy z czasów współczesnych, jest rozmieszczonych w wieży północnej i południowej.
Ostatni dzwon, „Wandlungsglocke” znajduje się w sygnaturce nad wysokim prezbiterium, nie jest on jednak już używany.
| Nr. | Nazwa                     | Rok odlania | Ludwisarnia                       | Średnica (m) | Waga (t)  | Wysokość tonu (16tel) | Wieża                                 |
| 1   | Maria Gloriosa            | 1497        | Gerhard van Wou                   | 2,56         | 11,450    | e0 +3                 | środkowa                              |
| 2   | Dreifaltigkeitsglocke     | 1721        | Nicolaus Jonas Sorber             | 1,94         | 4,900     | g0 +13                | północna                              |
| 3   | Josephsglocke             | 1961        | Glockengießerei Schilling, Apolda | 1,84         | 4,600     | a0 +8                 | południowa                            |
| 4   | Andreasglocke             | 1961        | Glockengießerei Schilling, Apolda | 1,54         | 2,600     | c1 +11                | północna                              |
| 5   | Christophorusglocke       | 1961        | Glockengießerei Schilling, Apolda | 1,36         | 1,900     | d1 +10                | południowa                            |
| 6   | Johannesglocke            | 1721        | Nicolaus Jonas Sorber             | 1,19         | 1,000     | e1 +7                 | południowa                            |
| 7   | Cosmas- und Damianiglocke | 1625        | Jakob König                       | 0,75         | 0,200     | des2                  | środkowa                              |
| 8   | Cantabona                 | 1492        | Hans Sinderam                     | 0,65         | 0,300     | f2                    | środkowa                              |
| 9   | Engelchen                 | ok. 1475    | Claus von Mühlhausen              | 0,55         | 0,125     | as2                   | środkowa                              |
| 10  | (bez nazwy)               | 1475        | Meister Peter                     | 0,50         | 0,075     | b2                    | środkowa                              |
|     | Martha                    | 1961        | Glockengießerei Schilling, Apolda |              |           | e2                    | latarnia                              |
|     | Elisabeth                 | 1961        | Glockengießerei Schilling, Apolda |              |           | gis2                  | latarnia                              |
|     | Wandlungsglocke           | 1961        | Glockengießerei Schilling, Apolda | 0,55         | ok. 0,100 | f2                    | sygnaturka (nad wysokim prezbiterium) |

Motywy tonacyjne:
- Akord C-dur (kwarta-seksta) g0–c1–e1
- Trójdźwięk a-moll a0–c1–e1, z e0 jako inwersją
- „Paternoster“ c1–d1–e1, z g0 odpowiadający „motywowi westminsterskiemu“
- „Motyw Gloria“ g0–a0–c1, z rozszerzeniem na d1 (motyw „Chrystus powstał“)
- „Te Deum“ a0–c1–d1
- „Idealquartett“ e0–g0–a0–c1